# Marquesado de Marzales
El Marquesado de Marzales es un título nobiliario español creado el 30 de junio de 1910 por el rey Alfonso XIII a favor de María Josefa Fernández de Villavicencio y Crooke, en recuerdo de un antiguo señorío de su casa.
María Josefa, natural de Jerez de la Frontera, era hija de José Fernández de Villavicencio y Corral VIII marqués de Castrillo y de Emilia Crooke y Larios.
Su denominación hace referencia a la localidad vallisoletana de Marzales.

## Marqueses de Marzales
|                           | Titular                                          | Periodo                   |
| Creación por Alfonso XIII | Creación por Alfonso XIII                        | Creación por Alfonso XIII |
| ------------------------- | ------------------------------------------------ | ------------------------- |
| I                         | María Josefa Fernández de Villavicencio y Crooke | 1910-                     |
| II                        | José Larios y Fernández de Villavicencio         |                           |
| III                       | Fernando Larios y Fernández de Córdoba           | 1999-actual titular       |

## Historia de los marqueses de Marzales
- María Josefa Fernández de Villavicencio y Crooke (1882-..), I marquesa de Marzales.

1. Casó con su primo Carlos Larios y Crooke, y en segundas nupcias
2. Casó con Pablo Larios y Sánchez de Pina. Le sucedió, de su segundo matrimonio, su hijo:

- José Larios y Fernández de Villavicencio (1910-1997), II marqués de Marzales, V marqués de Larios.

1. Casó con María de la Paz Fernández de Córdoba y Fernández de Henestrosa, XVI duquesa de Lerma. Le sucedió su hijo:

- Fernando Larios y Fernández de Córdoba (1943-..), III marqués de Marzales, XVII duque de Lerma.

1. Casó con Mónica Soto y Beltrán de Lis.